# 태안여자고등학교
태안여자고등학교(泰安女子高等學校)는 대한민국 충청남도 태안군 태안읍 남문리에 있는 사립 고등학교이다.

## 학교 연혁
- 1973년 6월 20일 : 학교법인 동양학원 설립인가
- 1973년 6월 20일 : 초대 이사장 동호 박채근 선생 역임
- 1974년 1월 5일 : 태안여자상업고등학교 설립 인가(각 학년 상업과 3학급)
- 1974년 3월 2일 : 태안여자상업고등학교 개교(개교기념일 4. 27)
- 1998년 8월 26일 : 교명(태안여자고등학교) 및 학칙변경 인가 (각 학년 보통과 2학급, 사무자동화과 3학급, 정보처리과 5학급)
- 2018년 9월 4일 : 제3대 이사장 담연 박경숙 선생 취임
- 2021년 8월 30일 : 학칙 변경 인가 (각 학년 보통과 5학급, 정보처리과 2학급)
- 2022년 3월 1일 : 제12대 교장 김상엽 선생 취임
- 2023년 7월 14일 : 학칙 변경 인가(각 학년 보통과 5학급, 미디어콘텐츠과 2학급)
- 2024년 1월 5일 : 제48회 졸업식 (졸업생 154명, 총 졸업생 17,344명)
- 2024년 3월 4일 : 입학식(140명)

## 설치 학과
- 정보처리과
- 7차일반

## 참고 자료
- 태안여자고등학교 - 한국교육학술정보원 학교알리미